# Grégory Thil
Grégory Thil (Creil, 15 maart 1980) is een Franse voetballer (aanvaller) die sinds 2018 voor Jura Sud Foot uitkomt. Voordien speelde hij voor AS Beauvais en US Boulogne. 

## Clubstatistieken
| Seizoen | Club             | Competitie | Wed. | Doelp. |
| ------- | ---------------- | ---------- | ---- | ------ |
| 2001/02 | AS Beauvais      | Ligue 2    | 10   | 1      |
| 2002/03 | AS Beauvais      | Ligue 2    | 32   | 4      |
| 2003/04 | AS Beauvais      | National   | 31   | 5      |
| 2004/05 | AS Beauvais      | CFA        | 25   | 16     |
| 2005/06 | US Boulogne      | National   | 38   | 10     |
| 2006/07 | US Boulogne      | National   | 38   | 31     |
| 2007/08 | US Boulogne      | Ligue 2    | 38   | 16     |
| 2008/09 | US Boulogne      | Ligue 2    | 37   | 18     |
| 2009/10 | US Boulogne      | Ligue 1    | 15   | 4      |
| 2010/11 | US Boulogne      | Ligue 2    | 38   | 15     |
| 2011/12 | Dijon FCO        | Ligue 1    | 26   | 2      |
| 2012/13 | Dijon FCO        | Ligue 2    | 6    | 1      |
| 2013/14 | Dijon FCO        | Ligue 2    | 15   | 2      |
| 2014/15 | → LB Châteauroux | Ligue 2    | 37   | 6      |
| 2015/16 | US Boulogne      | National   | 34   | 15     |
| 2016/17 | US Boulogne      | National   | 33   | 8      |
| 2017/18 | US Boulogne      | National   | 28   | 2      |
| 2018/19 | Jura Sud Foot    | National 2 | 5    | 1      |
| Totaal  | Totaal           | Totaal     | 487  | 157    |